# Gabara nigripalpis
Gabara nigripalpis là một loài bướm đêm trong họ Erebidae.